# Janvier 2005

## Actualités du mois de janvier 2005

### Samedi1erjanvier 2005
- Argentine : un incendie a éclaté dans une boîte de nuit bondée du centre de Buenos Aires, faisant au moins 175 morts et 889 blessés selon le dernier bilan officiel. Plusieurs portes étaient condamnées par « du fil de fer et des cadenas » quand le feu s'est déclaré[1],[2],[3].
- Asie, assistance humanitaire : les aides publiques en faveur de l'Asie dépassent 1,2 milliard de dollars[4].
- Burundi : quarante-six rebelles des Forces nationales de libération (FNL), le dernier mouvement rebelle du Burundi, et trois soldats ont été tués, lors d'une « opération d'envergure » de l'armée près de la capitale du pays, Bujumbura, a-t-on appris, dimanche, auprès de l'armée[5].
- République démocratique du Congo : des pluies torrentielles dans la nuit de samedi à dimanche à Uvira ont causé un mort et emporté une centaine de maisons.

- É.-U. :
  - Match incontournable de la saison universitaire de Football américain, le « Rose Bowl Game » mettait cette année aux prises l'Université du Michigan à celle du Texas. Les Texans s'imposent d'un souffle, sur le score de 38-37. L'homme du match est le quarterback du Texas, Vince Young, qui signe quatre touchdowns en course, pour 192 yards gagnés. À la passe, 180 yards gagnés pour un autre touchdown.
  - Entrée en vigueur en Californie d'une loi comparable au PACS français pour les couples homosexuels.
- Madagascar : l’ariary a remplacé le franc malgache comme monnaie.
- Maroc : mise en place d’une couverture médicale de base pour les salariés actifs et les retraités des secteurs public et privé et leurs ayants droit, soit environ 5 millions de personnes (17 % de la population).
- Médecine : le laboratoire pharmaceutique américain Eli Lilly aurait été au courant, dès les années 1980, des effets secondaires inquiétants de leur médicament vedette, le Prozac, prescrit à près de 50 millions de personnes dans le monde, et aurait cherché à en minimiser les répercussions[6].
- Pérou : des partisans du mouvement ultra-nationaliste Etnocacerista, dirigé par Antauro Humala, ont pris d'assaut un commissariat d'Andahuaylas au matin (10 h 30 UTC), pour exiger la démission du président de la République Alejandro Toledo. Quatre policiers ont été tués au cours d'une fusillade avec les rebelles[7].
- Turquie, monnaie : entrée en vigueur de la nouvelle livre turque qui vaut 1 000 000 de livres. Les billets en anciennes livres restent valables pour les échanges commerciaux encore un an.

### Dimanche2 janvier 2005
- Croatie, élection présidentielle : lors du premier tour, l'actuel président Stjepan Mesić (70 ans, de centre-gauche) a reçu 48,92 % des voix contre 20,31 % en faveur de la vice-premier ministre Jadranka Kosor (51 ans, du parti de l'Union démocratique croate (HDZ) au pouvoir). Depuis les élections législatives de 2003, le président cohabite avec le gouvernement à majorité HDZ du premier ministre Ivo Sanader. Le second tour entre Mesic et Kosor aura lieu le 16 janvier.
- Espagne, sécurité routière : accident de la route meurtrier en Espagne, impliquant un car assurant la liaison Paris-Casablanca. Les victimes sont tous des Marocains et le bilan est lourd : cinq morts et trente blessés sur les trente-sept occupants du véhicule.

### Lundi3 janvier 2005
- Algérie : Annonce par les autorités algériennes de l'arrestation de Nourredine Boudiafi, chef du GIA.
- Asie : 
  - La marine américaine est déjà opérationnelle au large de l'Indonésie, le pays le plus touché. Des contingents français et australiens sont en voie d'acheminement[8].
  - Bilan provisoire des ravages occasionnés par les tsunamis : 155 000 morts et plus de cinq millions de sans-abri.
- Canada : découverte d'un cas de vache folle dans la province de l'Alberta. L'animal atteint par l'ESB (encéphalopathie spongiforme bovine) est né en 1996.
- É.-U. : les autoroutes aux abords de Los Angeles sont bloquées par la neige. La chaîne de la Sierra Nevada a en effet enregistré de fortes chutes de neige, qui ont légèrement touché les régions de plaine; des chutes de neige plus modestes se sont produites dans le centre-ville de Los Angeles.
- Irak : une vague d'attentats meurtriers a frappé l'Irak faisant au moins 30 tués, dont l'un mené par un kamikaze près du siège du parti du premier ministre irakien à Bagdad qui a coûté la vie à quatre personnes. Le ministre de la défense irakien, Hazim Al Chaalane, n'a pas exclu un report des élections prévues le 30 janvier, si les sunnites, qui réclament qu'elles soient différées, devaient les boycotter[9].
- Mali : Grève de 72 heures des étudiants des lycées, des facultés, et des écoles professionnelles et techniques de Bamako pour apporter leur soutien à leurs camarades arrêtés depuis près d'un mois dans le cadre de l'enquête sur la mort tragique de l'étudiant Mamadou Dramane Traoré.
- Pérou : Lima annonce une action imminente contre le commissariat aux mains d'anciens militaires du groupe Etnocacerista[10].
- Portugal, sismologie : un léger tremblement de terre de magnitude 4,4 sur l'échelle de Richter secoue le sud du Portugal : dégâts légers, pas de victimes.

### Mardi4 janvier 2005
- Irak : le gouverneur de Bagdad, Ali Radi Al-Haïdari et l'un de ses gardes ont été assassinés à Bagdad par des hommes armés, qui ont ouvert le feu sur le convoi du gouverneur pendant qu'il se déplaçait entre les quartiers d'Al-Hourreya et d'Al-Adl, dans l'Ouest de la ville. Le groupe de l'extrémiste jordanien Abou Moussab Al-Zarqaoui a revendiqué cet assassinat d'un homme qui avait appelé, le 27 décembre, à adopter une ligne dure face aux insurgés.
- Sénégal : la rencontre d’évaluation du processus de Bamako (2000), portant sur les « institutions et pratiques démocratiques dans l’espace francophone », a été organisé à Dakar les 4 et 5 janvier 2005, par l'Organisation internationale de la francophonie en partenariat avec le Haut commissariat aux Droits de l’homme et à la promotion de la Paix au Sénégal.

### Mercredi5 janvier 2005
- Asie : Conséquences des tsunamis du 26 décembre 2004 : la décision de Médecins sans frontières (MSF) de suspendre sa collecte de dons pour les opérations d'urgence en Asie, afin d'en garantir le bon usage, a suscité des réactions parfois vives d'autres ONG en quête de fonds, pour une aide à long terme. L'idée d'un moratoire sur la dette des pays sinistrés se heurte aussi à des obstacles[11].
- Chili : Augusto Pinochet est poursuivi pour neuf enlèvements et un homicide, commis dans le cadre des opérations conjointes organisées par les régimes militaires sud-américains dans les années 1970. Le juge Juan Guzman a assigné à résidence et placé en état d'arrestation l'ancien dictateur chilien[12].
- États-Unis, hockey sur glace : le Canada a reconquis le titre de champion du monde de hockey junior après une longue attente de sept ans. Au-delà de la médaille d'or, les Canadiens ont balayé leurs rivaux du début à la fin du tournoi au Dakota du Nord. En six rencontres, le Canada a établi un record du tournoi en accordant seulement sept buts et a inscrit un total de 41 buts. La Russie remporte l'argent alors que la République tchèque remporte le bronze face aux États-Unis.
- Irak : le premier ministre irakien Iyad Allaoui a tranché, malgré le regain de violence, en faveur du maintien des élections générales à la date prévue du 30 janvier[13].
- Israël et Palestine : les trois principales organisations extrémistes palestiniennes ont lancé des attaques contre Israël, ignorant ainsi les appels à la retenue de Mahmoud Abbas, favori de l'élection présidentielle de dimanche dans les territoires autonomes[14].
- Mauritanie : La peine de mort contre l'ex-commandant mauritanien Saleh Ould Hanenna accusé d'être le principal responsable d'une série de putschs sanglants en 2003 et 2004 en Mauritanie a été requise par la cour criminelle de Wada Naga (Est de Nouakchott).
- Suisse : journée de deuil national à la suite du tremblement de terre du 26 décembre 2004 annoncée par le nouveau président, Samuel Schmid. C'est la plus grande tragédie qu'ait connue le pays depuis plus de 200 ans.

### Jeudi6 janvier 2005
- Afrique du Sud, sida : Nelson Mandela ancien président sud-africain, Prix Nobel de la paix 1993, à 86 ans, a annoncé lors d’une conférence de presse à Johannesburg, que son fils cadet, Makgatho Mandela, 54 ans, est décédé des suites du sida à Johannesburg. Il a ajouté : « En parler est le seul moyen d’arrêter de voir le sida comme une maladie extraordinaire, à cause de laquelle les gens iront en enfer plutôt qu’au paradis [...] Depuis quelque temps déjà, je dis Il faut parler publiquement du sida et ne pas le cacher. Le seul moyen de montrer qu'il s'agit d'une maladie normale, comme la tuberculose ou le cancer, est de dire ouvertement que quelqu'un est mort du sida. »

- Asie, sommet de Jakarta : le secrétaire général des Nations unies, Kofi Annan, a lancé un nouvel appel à l'aide internationale en faveur des populations sinistrées par les raz de marée, lors de la conférence internationale réunie dans la capitale indonésienne. Il a chiffré à près d'un milliard de dollars la somme nécessaire pour répondre pendant six mois aux besoins de première nécessité des quelque 5 millions de déplacés[15],[16].
- Chine : le pays compte officiellement 1,3 milliard d'habitants.
- Irak : la journaliste française Florence Aubenas, 43 ans, et son interprète irakien n'ont pas contacté le quotidien Libération depuis plus de vingt-quatre heures. Le ministère français des Affaires étrangères a confirmé n'avoir aucune nouvelle de la journaliste française et de son assistant irakien[17],[18].
- Ukraine, élection présidentielle : la Cour suprême d'Ukraine a rejeté le recours de l'ancien Premier ministre pro-russe Viktor Ianoukovytch contre sa défaite au « troisième » tour de l'élection présidentielle face au candidat pro-occidental Viktor Iouchtchenko[19].
- Zambie : Des milliers de Zambiens ont manifesté jeudi à Lusaka la capitale pour réclamer l'adoption d'une nouvelle Constitution avant les élections générales prévues en 2006.

### Vendredi7 janvier 2005
- Asie, G7 : le groupe des sept pays les plus industrialisés de la planète (qui comprend les États-Unis, la France, l'Italie, l'Allemagne, le Japon, le Canada et la Grande-Bretagne) a accepté un moratoire sur le remboursement de la dette des pays victimes des raz de marée du 26 décembre en Asie, selon un communiqué officiel publié vendredi 7 janvier à Londres[20].
- République démocratique du Congo : Un rapport interne de l'Organisation des Nations unies rendu public le 7 janvier établit que des soldats « casques bleus » de différentes nationalités déployés au Congo ont commis des abus sexuels. Les soldats « achetaient » des relations sexuelles avec des jeunes filles âgées de 12 à 18 ans contre des sommes dérisoires (moins de  5 dollars) et un peu de nourriture.
- Économie : le billet vert a progressé de 4,5 % face à l'euro en une semaine, alors qu'il était tombé à son plus bas niveau par rapport à la devise européenne fin décembre. La progression de la monnaie américaine, dopée par les chiffres de l'emploi aux États-Unis et des décisions de la Réserve fédérale (Fed), devrait néanmoins ralentir courant 2005[21].
- Irlande : le chef de la police d'Irlande du Nord a accusé, vendredi 7 janvier, l'Armée républicaine irlandaise (IRA) d'être responsable d'un cambriolage de plus de 36 millions d'euros, un record historique, dans une banque nord-irlandaise le 20 décembre. Cette mise en cause est dénoncée par le bras politique de l'IRA, le Sinn Féin, « comme un prétexte pour détruire le processus de paix »[22].
- Italie : une collision entre un train de passagers et un convoi de marchandises en Italie a fait au moins treize morts, a déclaré vendredi 7 janvier le préfet Mario Morcone, dirigeant des pompiers. « Pour le moment nous savons avec certitude qu'il y a treize morts et nous espérons ne pas en trouver d'autres dans des parties d'un wagon que nous n'avons pas encore réussi à explorer », a déclaré le responsable qui se trouve sur les lieux de l'accident[23].
- Mali : ouverture de la 5e édition du Festival du désert à Essakane (du 7 au 9 janvier.
- Somalie : Nomination d'un nouveau gouvernement somalien à Nairobi(Kenya) par le premier ministre Ali Mohamed Gedi.

### Samedi8 janvier 2005
- Europe : des tempêtes dans le nord de l'Europe font quatorze morts et deux disparus.
- Italie : une violente collision frontale entre un train régional et un convoi de marchandises a fait treize morts et une soixantaine de blessés, dont cinq graves, vendredi 7 janvier à la mi-journée, près de Bologne, sur une portion de ligne à voie unique.  Plus de deux cents sauveteurs de la protection civile italienne ont travaillé toute la journée et une bonne partie de la nuit pour désincarcérer les victimes et dégager les carcasses disloquées des deux trains[24].
- Palestine : à la veille de l'élection présidentielle pour laquelle Mahmoud Abbas apparaît favori pour succéder à Yasser Arafat, les observateurs internationaux vérifiaient samedi si les restrictions de déplacement dans les territoires palestiniens avaient été assouplies pour l'occasion, comme promis par l'État hébreu. Celui-ci se réserve le droit de revenir sur ces mesures en cas d'attaque[25]. Le candidat du Fatah a renoncé à tenir une réunion à Jérusalem-Est qui devait clore sa campagne électorale[26].
- Royaume-Uni : la BBC, la chaîne de télévision publique britannique, a reçu quarante cinq mille lettres et coups de téléphone, un niveau record, avant la diffusion télévisée, samedi 8 janvier au soir, de Jerry Springer - the Opera, une comédie musicale, jugée grossière et blasphématoire, inspirée du talk-show du célèbre animateur de télévision américain[27].

### Dimanche9 janvier 2005
- Afrique de l'Ouest : La FAO recommande aux pays d'Afrique de l'Ouest et du Nord-Ouest (Mali, Sénégal, Mauritanie, Gambie, Guinée-Bissau, Maroc, Algérie)  de poursuivre la lutte contre les criquets pèlerins et de rester vigilants en dépit des récentes améliorations constatées dans les actions antiacridiennes. Un séminaire international scientifique sur le criquet pèlerin sera organisé à Dakar du 11 au 13 janvier.
- Chine : mort à l'âge de 96 ans de Song Renqiong, général et ancien dirigeant chinois. Il était, au côté entre autres de Mao Zedong, l'un des huit immortels[28]
- Liban : un officier français, employé par les Nations unies, a été tué par un obus autour des fermes de Chebaa, sud du Liban. Des avions israéliens et l'artillerie visaient de probables positions du Hezbollah.
- Palestine : Mahmoud Abbas, candidat du Fatah, est élu président de l'Autorité palestinienne avec 62,5 % des suffrages contre Mustafa Barghouti qui obtient 19,5 %. L'élection a été boycottée par le Hamas et le Djihad islamique palestinien. Malgré un certain nombre de difficultés d'accès aux bureaux de vote, inaccessible à la diaspora, le scrutin enregistre un taux de participation de 70 %.
- Soudan : un accord de paix final au Soudan du Sud a été signé dimanche à Nairobi entre le vice-président soudanais Ali Osman Taha et John Garang, chef de la rébellion sudiste de l'Armée populaire de libération du Soudan (SPLA), mettant un terme au plus long conflit en Afrique (vingt et un ans).

### Lundi10 janvier 2005
- Asie : 
  - Alors que les sauveteurs continuent à récupérer près de deux mille corps par jour à Sumatra, l'aide internationale s'élevait ce jour à 6,5 milliards d'euros[29].
  - L'aide par une annulation de la dette des pays sinistrés est débattue au cours d'un sommet des principaux pays créanciers[30].
- Chili : la justice chilienne a autorisé la mise en liberté sous caution de l'ex-dictateur Augusto Pinochet, à la suite d'un recours déposé par ses avocats[31].

- Cuba : le ministre des Affaires étrangères cubain, M. Perez Roque, a déclaré que La Havane avait décidé de restaurer ses relations avec toutes les ambassades à la demande de l'Espagne, de la Belgique, du Luxembourg[32].

- Israël : Le nouveau gouvernement d'union nationale d'Ariel Sharon a été approuvé par le Parlement israélien,
- Gabon : à l'occasion du sommet de l'Union africaine (UA) à Libreville, Le président gabonais Omar Bongo Ondimba a souhaité la création d'un organisme africain d'intervention humanitaire d'urgence en cas de catastrophe naturelle ou de conflit.

- Guinée : Un forum des jeunes pour la paix et le développement s’est tenu du 10 au 12 janvier 2005 à Conakry. Organisé par le PNUD (Programme des Nations unies pour le développement) en collaboration avec la Communauté économique des États de l'Afrique de l'Ouest (CEDEAO), il a réuni une cinquante de jeunes de la Côte d'Ivoire, de la Guinée, du Liberia et de la Sierra Leone, représentants d'associations estudiantines, de responsables des organisations nationales des jeunes, ainsi que des jeunes des zones rurales et des zones frontalières de ces quatre pays. Ces jeunes se sont engagés à contribuer à la consolidation de la paix et le développement de la sous-région ouest-africaine, et à promouvoir le rôle des jeunes dans le processus de paix et de développement en Côte d'Ivoire, et au sein de l'Union du fleuve Mano (UFM, regroupant Guinée, Liberia et Sierra Leone).

- Irak, disparition de la journaliste française Florence Aubenas et de son guide Hussein Hanoun Al Saadi : après l'appel d'écrivains et de lauréats du prix Nobel de littérature dimanche, un texte de soutien a été publié par des journalistes arabes. Reporters sans frontières prévoit une soirée de soutien et le Premier ministre français, Jean-Pierre Raffarin, a affirmé que « l'État mobilise tous ses moyens pour retrouver » Florence Aubenas et Hussein Hanoun Al Saadi[33].
- Irak : selon le ministère de la Défense britannique, quelque 9 000 soldats britanniques se trouvent en Irak, pour l'essentiel dans le secteur à majorité chiite de Bassorah. Le président sortant ukrainien, Leonid Koutchma, a quant à lui ordonné lundi le retrait du contingent ukrainien en Irak dans les six premiers mois de l'année[34].

- Île Maurice : ouverture de la conférence de l’Alliance des petits États insulaires indépendants (Aosis) sur l’avancée du plan d’action signé en 1994 à la Barbade.

- Palestine : Mahmoud Abbas, dont les objectifs sont la recherche de la paix et la lutte contre la corruption, a été déclaré élu président de l'Autorité palestinienne avec 66 % des voix. Sharon et lui semblent afficher une volonté de renouer le dialogue[35]. États-Unis : « C'est une étape importante, mais il y a encore beaucoup à faire », estime la Maison-Blanche concernant la victoire de Mahmoud Abbas.

- Soudan : Des milliers de Soudanais ont manifesté leur joie dans les rues de Khartoum à la suite de la signature d’un accord de paix entre Le régime islamique de Khartoum et la rébellion de John Garang dimanche à Nairobi, au Kenya.

- Union africaine : ouverture du premier sommet des chefs d’États du Conseil de paix et de sécurité (CPS) de l’Union africaine (UA) qui se tient à Libreville (Gabon) les 10 et 11 janvier 2005. Ce sommet est consacré à la situation en Côte d’Ivoire, en République démocratique du Congo et au Darfour. RFI

### Mardi11 janvier 2005
- Sénégal : Ouverture à Dakar d’un séminaire scientifique international sur le criquet pèlerin à l’initiative du chef de l’État sénégalais, Abdoulaye Wade qui appelle « tous les chefs d’État aussi bien ceux des pays développés que ceux en voie de l’être, à tous les bailleurs et institutions spécialisées pour la conjugaison de nos efforts, afin de venir à bout de ce fléau qui remonte dans la nuit des temps ».
- Union européenne : La commission européenne adopte un Livre vert pour « une approche communautaire de la gestion des migrations économiques ».
- Monde : commercialisation de la première génération de l'iPod shuffle.

### Mercredi12 janvier 2005
- Kenya : Le ministre des sports Ochilo Ayacko annonce que le Kenya souhaite déposer sa candidature pour l’organisation des Jeux olympiques de 2016.

### Jeudi13 janvier 2005
- Santé : Les ministres de la santé du Niger, du Nigeria, de l’Égypte, du Burkina Faso, de la Côte d'Ivoire, de la République centrafricaine, du Soudan, et du Tchad se sont réunis à Genève au siège de l’Organisation mondiale de la santé. ils ont décidé d’organiser une série de campagnes de vaccination contre la poliomyélite et de renforcer la surveillance épidémiologique. En 2004, le nombre d'enfants africains frappés de poliomyélite a doublé pour atteindre 1.037
- Togo, Lomé : défilé de tous les corps togolais en uniforme  et des associations politiques locales sur le boulevard du Mono en l'honneur du 38e anniversaire de l'arrivée au pouvoir du président Gnassingbé Eyadéma, devenue la Fête de la libération nationale.

### Vendredi14 janvier 2005
- Algérie : Le gouvernement algérien et les tribus kabyles (âarchs) ont signé un accord afin de résoudre la crise qui sévit en Kabylie depuis 4 ans. Les âarchs souhaitent la reconnaissance de leur identité berbère et un plan de relance économique pour leur région.
- Cameroun : Ouverture de la 1re biennale de la Photographie et des Arts Visuels, à Douala au Cameroun qui se déroulera jusqu’au 23 janvier. Sur le thème « Traces et Mémoire » quatorze photographes et dix-sept artistes peintres africains, afro caribéens et européens exposent leurs œuvres.
- Mali : Clôture de la rencontre à Bamako des représentants de cinq pays d'Afrique sub-saharienne producteurs de coton (Mali, Bénin, Burkina Faso, Sénégal et Tchad) qui insistent sur la nécessité pour les pays développé de réduire les subventions accordées à leurs agriculteurs. « Pour la seule campagne 2004-2005, l'Afrique de l'Ouest et du centre connaîtra un déficit estimé à plus de 220 milliards de FCFA, soit plus de 400 millions de dollars, aggravant ainsi la pauvreté en annihilant les efforts de développement », ont-ils déclaré dans un communiqué commun.

- Titan : le module Huygens, de la sonde spatiale Cassini-Huygens, s'est bien posé sur Titan (sa surface est dure) et a réalisé les premiers clichés : Première image du sol de Titan / À 8 km d'altitude / À 16,2 km d'altitude.

### Samedi15 janvier 2005
- Afrique, football : Ouverture de la Coupe d’Afrique des Nations (CAN) junior à Cotonou (Bénin) par le match Mali-Côte d’Ivoire. En 2003, les jeunes égyptiens avaient reporté la coupe à Ouagadougou.

- Afrique du Sud : Des milliers de Sud-Africains ont assisté à Qunu aux funérailles de Makgatho Mandela, fils de Nelson Mandela, décédé le 6 janvier à 54 ans des suites du Sida. Le président sud-africain Thabo Mbeki et l'ancien archevêque du Cap, Desmond Tutu étaient présents.
- Algérie : un accord entre les tribus kabyles et le gouvernement algérien a été signé à Alger. Il devrait mettre fin à la crise qui avait commencé avec les émeutes consécutives à la mort d'un lycéen le 18 avril 2001 dans la gendarmerie de Béni Douala, près de Tizi Ouzou. Violemment réprimées, ces émeutes avaient fait une centaine de morts.
- Congo : Un baleinier transportant 190 personnes a chaviré sur la rivière Kasaï. Le nombre de victimes s’élève à 150 personnes.
- Côte d’Ivoire : Le Rassemblement des républicains, parti politique de l’opposition, a annoncé que son candidat pour l’élection présidentielle d’octobre 2005 sera Alassane Ouattara.
- États-Unis : le caporal Charles Graner a été condamné à dix ans de prison par un tribunal militaire pour les tortures perpétrées dans la prison d'Abu Ghraib, en Irak. Il continue de clamer qu'il obéissait à des ordres mais, selon l'accusation, il est l'instigateur et le meneur des autres prévenus. Plusieurs courriers avec sa famille montrent bien qu'il se vantait de faire subir des tortures aux prisonniers, plusieurs témoins ont déclaré qu'il prenait du plaisir à humilier et à torturer les prisonniers. Mais des doutes subsistent quant à la responsabilité totale de Charles Graner car un de ses supérieurs l'a même félicité en lui faisant remarquer qu'il avait « reçu de nombreuses félicitations de la chaîne de commandement et particulièrement du lieutenant-colonel Jordan ». L'armée a révélé que, depuis cette semaine, le lieutenant-colonel Jordan faisait l'objet d'une enquête sur son comportement à Abou Ghraïb.
- Israël : Mahmoud Abbas a été officiellement investi président de l'autorité palestinienne. Le gouvernement israélien se déclare déçu du comportement de Mahmoud Abbas, qu'il ne juge pas assez intransigeant avec les terroristes. Le gouvernement israélien a gelé tout contact avec l'autorité palestinienne, à la suite d'un attentat qui a tué six Israéliens.
- Mali : Le tombeau des Askia à Gao a été inscrit sur la liste du patrimoine mondial de l’Unesco. Construit en banco en 1495 par l’empereur songhay Askia Mohammed, il rejoint trois autres sites classés au Mali : Tombouctou, Djenné et le pays Dogon.
- Mozambique : la Grande-Bretagne a décidé d’annuler la dette de 150 millions de dollars  contracté par le Mozambique a annoncé, Gordon Brown, ministre britannique des Finances en visite à Maputo. La Grande- Bretagne remboursera à 10 % la dette que le Mozambique a contractée auprès de la Banque mondiale et d'autres créanciers internationaux.
- Niger : L’Assemblée nationale a décidé d’augmenter la TVA sur des biens de consommation courante, (huile, farine de blé, lait et sucre). L’opposition, les syndicats et différentes organisations civiles ont protesté contre cette mesure qui risque d’appauvrir encore plus la population.
- Rwanda : Huit mille nouvelles juridictions gacaca, (tribunaux populaires chargés de juger les auteurs présumés du génocide rwandais de 1994), ont entamé la phase administrative de leur travail. Ils viennent se rajouter les 750 « gacaca » pilotes mis en place depuis 2001.

### Dimanche16 janvier 2005
- Croatie : le président croate sortant, le centriste Stjepan Mesić, a été réélu pour un second mandat au second tour. Il a obtenu 65,93 % des voix, contre 34,07 % pour son opposante, la conservatrice Jadranka Kosor. Depuis son élection à la tête du pays, Stipe Mesic a tout fait pour amorcer les premières négociations visant à l'intégration de la Croatie au sein de l'UE
- Espagne : le pays se prépare à fêter pendant toute l'année les quatre cents ans de la publication de Don Quichotte de la Mancha, de l'écrivain Miguel de Cervantes.

### Lundi17 janvier 2005
- Afrique du Sud : à l’ouverture d’une réunion réunissant 18 ministres des Finances africains, Gordon Brown, ministre britannique des Finances, a souhaité l'annulation de la dette « impayable » de pays africains et a présenté l’ébauche d’un plan de lutte contre la pauvreté en Afrique qui a reçu le soutien de l’ancien président sud-africain Nelson Mandela.
- Thaïlande : une collision entre deux rames du métro de Bangkok fait plus d'une centaine de blessés.
- Mort de Virginia Mayo, actrice américaine ayant tourné plus de cinquante films entre 1942 et 1977 où l'on peut citer par exemple L'enfer est à lui (1949) où elle donne la réplique à James Cagney.

### Mardi18 janvier 2005
- Royaume-Uni. Une expérimentation originale à Londres : une rue tout entière, Exhibition Road, dans le quartier de Kensington, sera privée, à titre de test, de toute signalisation : plus de feux, de panneaux de signalisation, ni de trottoirs dans cette rue ouverte aux piétons (qui seront prioritaires) et aux automobilistes (dont la vitesse est limitée à 30 km/h). On espère ainsi responsabiliser ces derniers. (Source : La Vie du Rail)
- Soudan : Une campagne de vaccination contre la poliomyélite a débuté dans les États soudanais du Nil Supérieur et de Bahr el-Ghazal. Un million d’enfants de moins de cinq ans devront être prochainement vaccinés.

### Mercredi19 janvier 2005
- Burundi : Le Programme alimentaire mondial des Nations unies a annoncé qu’il allait nourrir dans les mois à venir plus de 500 000 personnes vivant dans les provinces de Kirundo et Muyinga dans le nord du pays. 80 % des habitants de Kirundo et 50 % des habitants de Muyinga sont menacées de famine, qui a déjà fait une centaine de morts.
- Cameroun : Un incendie, probablement d’origine criminelle, a dévasté un site traditionnel  de la chefferie de Bandjoun fondé au XVIIIe siècle et composé d’un palais royal, d’un musée, et de différentes cases à l’architecture typiquement bamilékée.
- CEDEAO : Mamadou Tandja, président du Niger, a été élu président de la Communauté économique des États de l'Afrique de l'Ouest, en remplacement du ghanéen John Kufuor.
- Guinée : Des coups de feu ont été tirés en direction du cortège du président Lansana Conté à Conakry. Les autorités considèrent qu’il s’agit d’une tentative de coup d’État et d’assassinat du président guinéen qui est indemne.
- Ouganda : 417 condamnés à mort ont contesté devant la Cour constitutionnelle « la légalité et la constitutionnalité » de la peine de mort.
- Rwanda : Le président  Paul Kagame, rappelant que « les maladies, la guerre et la pauvreté sont les principaux facteurs de la misère dans laquelle se trouvent les populations africaines », a appelé les pays donateurs à soutenir l'action des pays africains dans les secteurs de la santé, du maintien de la sécurité et de l'économie, afin d’atteindre  les objectifs du millénaire pour le développement, fixés en 2000 par l'ONU.
- Sénégal : L’athlète Ne Ndoye (championne d'Afrique du saut en longueur) a reçu le lion d'or qui récompense le meilleur sportif sénégalais de l’année.

### Jeudi20 janvier 2005
- Belize : mouvements civils à Belize en 2005.
- Bénin : La police a interpellé un trafiquant avec quinze enfants victimes à Lokossa, (105 km au sud-ouest de Cotonou) alors qu'ils allaient au Nigeria. Selon l’UNICEF, 6000 enfants travaillent actuellement au Nigeria, victime de ce trafic d’enfants, dont près de 2000 dans les carrières d’Abeokuta, à proximité de la frontière du Bénin.
- États-Unis : Cérémonie d'investiture pour le président George W. Bush qui entame son second mandat.
- Éthiopie : L’équipe de l’archéologue Sileshi Semaw annonce dans la revue Nature avoir découvert les ossements d’hominidés Ardipithecus ramidus, datant d’environ 4,5 millions d’année sur le site de fouille de Gona dans la région de l’Afar.
- République irlandaise : passage au système métrique pour les limitations de vitesse.

### Vendredi21 janvier 2005
- Afrique de l’Ouest : la fête musulmane de la tabaski (Aïd el-Kebir) est célébré aujourd’hui en Gambie, en Guinée-Bissau, au Mali, en Mauritanie, au Niger et au Sénégal. En Guinée, elle a été célébrée jeudi 20 janvier.
- Ouganda : Un incendie s’est déclaré dans le camp de réfugiés d'Agweng dans le nord du pays. Six personnes sont décédées et une dizaine de milliers d’autres sont sinistrées, privé d’abri et de nourriture.

### Samedi22 janvier 2005
- République centrafricaine : Le président gabonais Omar Bongo Ondimba a reçu le 22 janvier pour une tentative de médiation le président centrafricain François Bozizé et 4 candidats recalés pour l’élection présidentielle du 13 février 2005. Sept candidats avaient été recalés par la Cour constitutionnelle le 30 décembre 2004. L’accord signé samedi soir autorise six des sept candidats recalés à se présenter. Seul l’ancien président Ange-Félix Patassé, en exil au Togo, n’a pas été autorisé à se présenter car il fait  « l'objet de poursuites judiciaires devant les juridictions centrafricaines ». Les élections sont reportées au 13 mars 2005.
- Guinée : Le président de la Commission de l’Union africaine, Alpha Oumar Konaré, a condamné la tentative d’« assassinat politique » du président guinéen Lansana Conté le 19 janvier à Conakry.
- Israël-Palestine : après le Hamas, deux autres organisations para-militaires ont négocié avec le président de l'OLP un cessez-le-feu conditionnel envers Israël « si les incursions et les opérations militaires israéliennes cessaient ».
- Rwanda : Une projection du film Parfois en avril (« sometimes in april »), une fiction sur le génocide au Rwanda en 1994 a eu lieu dans un stade à Kigali. Il s’agit de la première projection du film du réalisateur Raoul Peck.

### Dimanche23 janvier 2005
- Kenya : des affrontements liés au contrôle de l’eau ont lieu entre les communautés Kikuyu et Maasai à Naivasha (dans la vallée du Grand Rift). Depuis le 22 janvier, elles ont entraînés 16 morts et provoqués l’exil de centaines de personnes.
- Rwanda : une deuxième projection publique du film « parfois en avril » sur le génocide au Rwanda a attiré 18 000 personnes à Kigali.
- Monde, climat : ce week-end, des tempêtes de neige ont bloqué une grande partie de l'Europe et des États-Unis d'Amérique. Les aéroports de Genève, New York, Londres et d'autres sont restés bloqués durant de longues heures le lundi suivant.
- Ukraine : Viktor Iouchtchenko prête serment comme nouveau président de l'Ukraine. Cette prestation de serment met fin à l'élection présidentielle de 2004. Sa première visite officielle sera en Russie, le 24 janvier.

### Lundi24 janvier 2005
- Afrique du Sud : Ouverture du procès contre Mark Scott-Crossley, un fermier blanc sud-africain et ses complices accusés d’avoir jeté aux lions un ouvrier agricole noir. Les trois accusés ont plaidé non coupable.
- Centrafrique : L’ancien président Ange-Félix Patassé a dénoncé l’accord signé à Libreville le 22 janvier entre le président François Bozizé et les autres candidats à la présidentielle. Cet accord excluait la candidature de Ange-Félix Patassé à l’élection présidentielle qui doit se tenir le 13 mars 2005.
- Côte d'Ivoire : 
  - Avec l'accord de l'ONU et de la France, l'armée ivoirienne a commencé à déplacer vers la capitale Yamoussoukro les appareils de son aviation neutralisée par les forces d'interposition française le 6 novembre 2004. Voir aussi : Guerre civile de Côte d'Ivoire.
  - « L’Association des rois et chefs traditionnels de Côte d'Ivoire » s’est réuni  en assemblée générale les 24 et 25 janvier à Abidjan afin de créer un Conseil supérieur des rois et chefs traditionnels de Côte d'Ivoire qui regroupera les douze rois du pays, les 11 800 chefs de villages et les 145 chefs de cantons et des tribus. Le conseil, composé de 21 membres est présidé par Nanan Agnini Bilé II, roi du Djuablin, dans la région d'Agnibilékrou (200 km au nord-est d'Abidjan). Il doit permettre aux autorités administratives et politiques du pays d’apporter un soutien moral et financier à la chefferie traditionnelle
- Mali : Visite officielle jusqu'au 26 janvier du président mauritanien Maaouiya Ould Sid'Ahmed Taya consacré principalement à la coopération bilatérale entre les deux pays sur les questions économiques et commerciales et de sécurité.
- Ukraine, Russie : le président ukrainien Viktor Iouchtchenko a effectué sa première visite à l'étranger en tant que chef d'État à Moscou auprès du président russe Vladimir Poutine. Elle fait suite au difficile dénouement de l'élection présidentielle en Ukraine où la Russie soutenait l'ancien premier ministre Viktor Ianoukovytch.
- Union européenne, brevet logiciel : à l'occasion de la réunion des ministres de l'Agriculture et de la Pêche, le Conseil voudrait faire passer son projet de directive européenne sur les brevets logiciels dans la liste des points de l'ordre du jour qui ne sont pas soumis à une discussion. (Source : FFII).

### Mardi25 janvier 2005
- Burkina Faso : deuxième édition du forum  national sur la prise en charge des personnes vivant avec le VIH/sida à Ouagadougou sur les thèmes du dépistage volontaire et des orphelins et enfants vulnérables dans le contexte de la pandémie du VIH/sida.
- Madagascar : le président Marc Ravalomanana a reçu à Paris le prix Louise-Michel « pour son action dans la défense et la promotion de la démocratie, des droits de l’Homme et de la paix ».

### Mercredi26 janvier 2005
- Irak : journée meurtrière pour l'armée américaine qui perd 37 soldats, dont 30 par suite du crash au sol de leur hélicoptère dans l'Ouest du pays.

### Jeudi27 janvier 2005
- Pologne : célébration du 60e anniversaire de la libération du camp d'extermination nazi d'Auschwitz-Birkenau, en présence de 44 chefs d'État et de gouvernement.
- Russie, république de Kabardino-Balkarie : après deux jours d'intervention des forces fédérales (liées au ministère fédéral de l'Intérieur et au FSB), elles ont pris d'assaut une maison de la ville de Naltchik où huit rebelles armés s'étaient retranchés. Sept d'entre eux ont été tués, dont leur chef Mouslim Ataïev. Le Caucase du Nord connaît plusieurs de ces opérations contre des groupes de rebelles musulmans depuis les affrontements de Nazran (Ossétie du Nord, 90 morts) en juin et la prise d'otages d'une école à Beslan (plus de 350 morts).
- Rwanda : le ministre rwandais des Affaires étrangères, Charles Murigande a déclaré à Abuja où se tient la réunion des ministres des affaires étrangères de l'Union africaine que son pays est toujours menacé par  les rebelles rwandais des ex-FAR (soldats de l'ex-armée rwandaise) et les miliciens hutus interahamwe qui ont perpétré le génocide de 1994.
- Sahara occidental : Le Comité international de la Croix-Rouge a annoncé que le front Polisario, mouvement indépendantiste, a relâché cette semaine 100 prisonniers marocains.
- Somalie : Ghanim Alnajjar, envoyé de l'ONU chargé des droits de l'Homme pour la Somalie, a appelé la communauté internationale à aider la Somalie à mettre en place des institutions respectueuses des droits de l’homme.

### Vendredi28 janvier 2005
- Gabon : Le gouvernement dénonce la responsabilité de la Société d’énergie et d’eau du Gabon (SEEG), société privatisée détenu à 51 % par le groupe français Veolia Water dans la pénurie d’eau qu’ont connu récemment les habitants de Libreville.  « Les causes réelles de ces dysfonctionnements sont le fait d'un manque d'entretien du matériel hérité par le concessionnaire depuis la privatisation de la SEEG ».
- Niger : Les douanes françaises ont saisi à l'aéroport de Roissy 845 pièces d'art africain d'une « valeur inestimable » en provenance du Niger et à destination de la Belgique. Selon  Marie-Hélène Moncel, chercheuse au CNRS et experte en préhistoire auprès du Muséum national d'histoire naturelle de Paris, ces pièces couvrent « quasiment toute l'histoire et la préhistoire de l'Afrique ».

### Samedi29 janvier 2005
- Sport, football : Finale de Coupe d'Afrique des nations junior à Cotonou(Bénin) marqué par la victoire du Nigeria contre l'Égypte, le Bénin gagne la 3e place en battant le Maroc.

### Dimanche30 janvier 2005
- Irak : premières élections pluralistes dans ce pays depuis la chute de Saddam Hussein. Les électeurs, menacés de mort par le groupe islamiste de Abou Moussab al-Zarqaoui, doivent élire l'Assemblée nationale intérimaire qui aura des pouvoirs constituants, les conseils régionaux et le Parlement kurde.
- Sport hippique : Jag de Boullet drivé par Christophe Gallier gagne le Prix d'Amérique à l'Hippodrome de Vincennes (Paris).
- Union africaine : sommet de l'Union africaine les 30 et 31 janvier à Abuja (Nigeria). L'ordre du jour porte sur la sécurité alimentaire, la lutte contre les pandémies comme le VIH-sida, le paludisme et la poliomyélite, ainsi que sur le Nouveau partenariat pour le développement de l'Afrique (NEPAD) et la résolution des conflits sur le continent, notamment en Côte d'Ivoire et au Darfour.

### Lundi31 janvier 2005
- Algérie : 8e congrès du Front de libération nationale (FLN) placé sous le signe de « l'unité, la réconciliation et la continuité », à Alger en présence de plus de 2000 délégués.
- États-Unis : ouverture du procès pour pédophilie de Michael Jackson.
- Sport : Marat Safin remporte l'Open de tennis d'Australie en triomphant de Lleyton Hewitt 1-6 6-3 6-4 6-4.